# Anton Teyber
Anton Teyber (né le 8 septembre 1756 à Vienne; † 18 novembre 1822 à Vienne) est un compositeur, organiste et pianiste autrichien.

## Biographie
Après une formation initiale auprès de son père Matthew Teyber (1711-1785), qui était violoniste à la Hofkapelle à Vienne, il a étudié avec le Padre Martini à Bologne pendant neuf ans jusqu'en 1775. Teyber a voyagé ensuite à Rome, Naples, Gênes, Florence, Madrid et Lisbonne. Il a accompagné sa sœur Elisabeth lors d'une tournée en Europe et a participé en 1783 à Vienne, aux soirées musicales du baron van Swieten. 
Le 15 mai 1784, Anton Teyber est devenu membre de la Wiener Tonkünstler-Societät . À partir de 1787, il a été le premier organiste de la cour à la Hofkapelle de Dresde. Wolfgang Amadeus Mozart l'a rencontré dans cette ville lors de son voyage à Berlin en avril 1789. À la demande de l'empereur Léopold II, il quitte le service à Dresde et le 1er décembre 1791, il vient à Vienne en tant que claveciniste et adjoint de Salieri à l'orchestre de l'Opéra de la Cour. Après avoir perdu son poste à la suite des réformes de l'empereur François II en 1793, il a adressé une demande à l'Empereur le 8 février 1793 et a été employé comme compositeur de la cour le 1er mars 1793. Ce poste était resté inoccupé depuis la mort de Mozart, dont Teyber était le successeur immédiat. En même temps, il a enseigné le piano aux jeunes membres de la famille impériale. Parmi ses étudiants, l'archiduc Rodolphe qui est devenu plus tard un ami de Beethoven, a acheté à la veuve, l'ensemble de la musique de Teyber après son décès en 1822. 
Sa fille Elena Asachi (1789-1877) était une pianiste, chanteuse et compositrice roumaine, de naissance autrichienne.
Le frère d'Anton Teyber, Franz Teyber (1758-1810), était aussi musicien et compositeur.
En 1894, la Teybergasse à Vienne (14e arrondissement) a été baptisée du nom de la famille des musiciens Teyber.

## Œuvres
- 11 Messes
- Requiem en mi bémol majeur (« Pro defuncta Imperatrice Ludovica »)
- Gioas re di Giuda, oratorio, livret de Pietro Metastasio; création: 1786, Burgtheater Vienne
- autres compositions sacrées
- 36 symphonies
- 6 concertos pour violon
- Double concerto en do majeur pour violon et piano
- 4 concertos pour piano
- 2 concertos pour cor
- 3 trios avec piano
- 6 trios à cordes
- 29 quatuors à cordes
- 14 quatuors avec piano
- 2 sextuors
- 3 octuors (cordes, 2 hautbois, 2 cors)